# Сейлсвилл (Арканзас)
Сейлсвилл (англ. Salesville, Arkansas) — город, расположенный в округе Бакстер (штат Арканзас, США) с населением в 437 человек по статистическим данным переписи 2000 года.

## География
По данным Бюро переписи населения США город Сейлсвилл имеет общую площадь в 11,65 квадратных километров, водных ресурсов в черте населённого пункта не имеется.
Сэйлсвилл расположен на высоте 206 метров над уровнем моря.

## Демография
По данным переписи населения 2000 года в Сэйлсвилле проживало 437 человек, 131 семья, насчитывалось 206 домашних хозяйств и 267 жилых домов. Средняя плотность населения составляла около 37,7 человек на один квадратный километр. Расовый состав Сэйлсвилла по данным переписи распределился следующим образом: 95,42 % белых, 1,37 % — коренных американцев, 0,23 % — азиатов, 2,29 % — представителей смешанных рас, 0,69 % — других народностей. Испаноговорящие составили 1,60 % от всех жителей города.
Из 206 домашних хозяйств в 20,9 % — воспитывали детей в возрасте до 18 лет, 56,3 % представляли собой совместно проживающие супружеские пары, в 5,8 % семей женщины проживали без мужей, 36,4 % не имели семей. 33,5 % от общего числа семей на момент переписи жили самостоятельно, при этом 17,0 % составили одинокие пожилые люди в возрасте 65 лет и старше. Средний размер домашнего хозяйства составил 2,12 человек, а средний размер семьи — 2,72 человек.
Население города по возрастному диапазону по данным переписи 2000 года распределилось следующим образом: 17,8 % — жители младше 18 лет, 4,3 % — между 18 и 24 годами, 23,6 % — от 25 до 44 лет, 31,1 % — от 45 до 64 лет и 23,1 % — в возрасте 65 лет и старше. Средний возраст жителей составил 48 лет. На каждые 100 женщин в Сэйлсвилле приходилось 94,2 мужчин, при этом на каждые сто женщин 18 лет и старше приходилось 87,0 мужчин также старше 18 лет.
Средний доход на одно домашнее хозяйство в городе составил 23 542 доллара США, а средний доход на одну семью — 33 611 долларов. При этом мужчины имели средний доход в 29 531 доллар США в год против 17 250 долларов среднегодового дохода у женщин. Доход на душу населения в городе составил 17 077 долларов в год. 9,8 % от всего числа семей в округе и 12,9 % от всей численности населения находилось на момент переписи населения за чертой бедности, при этом 13,3 % из них были моложе 18 лет и 13,8 % — в возрасте 65 лет и старше.